# Tour de la Communauté valencienne 2025
La 76e édition du Tour de la Communauté valencienne (nom officiel : Volta a la Comunitat Valenciana Gran Premi Banc Sabadell) aura lieu du 5 au 9 février 2025, en Espagne entre Orihuela et Valence, sur un parcours de 666 kilomètres. La course fait partie du calendrier UCI ProSeries 2025 en catégorie 2.Pro dont elle est la première épreuve de l'année.

## Équipes
Vingt-deux équipes participent à la course, neuf UCI WorldTeams, dix UCI ProTeams et trois équipes continentales
| WorldTeams (9)- UAE Team Emirates XRG - Bahrain-Victorious - Red Bull-BORA-hansgrohe - Team Jayco AlUla - Movistar Team - Lidl-Trek - Intermarché-Wanty - Alpecin-Deceuninck - Ineos Grenadiers ProTeams (10)- Team Polti VisitMalta - VF Group-Bardiani CSF-Faizanè - Euskaltel-Euskadi - Burgos-Burpellet-BH - Caja Rural-Seguros RGA - Equipo Kern Pharma - Q36.5 Pro Cycling Team - Wagner Bazin WB - Team Novo Nordisk - Israel-Premier Tech Équipes continentales (3)- Illes Balears Arabay - Project Echelon Racing - Petrolike |
| |

## Étapes
| Étape     | Date   | Villes étapes                        | type                         | Distance (km) | Dénivelé (m) | Vainqueur d'étape | Leader du classement général |
| --------- | ------ | ------------------------------------ | ---------------------------- | ------------- | ------------ | ----------------- | ---------------------------- |
| 1re étape | 5 fév. | Orihuela – Orihuela                  | contre-la-montre par équipes | 34,5          | 291 m        | Lidl-Trek         | Mathias Vacek                |
| 2e étape  | 6 fév. | La Nucia – Benifato                  | étape de montagne            | 166           | 3 312 m      | Santiago Buitrago | Mathias Vacek                |
| 3e étape  | 7 fév. | Algemesí – Alpuente                  | étape de montagne            | 180,3         | 2 997 m      | Iván Romeo        | João Almeida                 |
| 4e étape  | 8 fév. | Oropesa del Mar – Portell de Morella | étape de moyenne montagne    | 181           | 3 598 m      | Santiago Buitrago | Santiago Buitrago            |
| 5e étape  | 9 fév. | Alfafar – Valence                    | étape de plaine              | 104,2         | 87 m         | Jonathan Milan    | Santiago Buitrago            |

## Favoris
Aleksandr Vlasov (Red Bull-Bora), Santiago Buitrago et Pello Bilbao (Bahrain), Carlos Rodríguez (INEOS), João Almeida (UAE Team Emirates - XRG) et Ben O'Connor (Jayco AlUla) sont les principaux favoris de cette édition pour le classement général final.
Parmi les sprinteurs, Jonathan Milan (Lidl-Trek) et Biniam Girmay (Intermarché-Wanty).

## Déroulement de la course

### 1reétape
Contre-la-montre par équipe.
| \| Classement de l'étape \| Classement de l'étape \| Classement de l'étape \| Classement de l'étape \| Classement de l'étape \| \| Coureur \| Coureur \| Pays \| Équipe \| Temps \| \| --------------------- \| ----------------------- \| --------------------- \| --------------------- \| --------------------- \| \| 1re \| Lidl-Trek \| \| \| 39 min 19 s \| \| 2e \| Team Jayco AlUla \| \| \| + 46 s \| \| 3e \| UAE Team Emirates XRG \| \| \| + 50 s \| \| 4e \| Red Bull-BORA-hansgrohe \| \| \| + 50 s \| \| 5e \| Ineos Grenadiers \| \| \| + 51 s \| \| 6e \| Movistar Team \| \| \| + 1 min 05 s \| \| 7e \| Bahrain-Victorious \| \| \| + 1 min 11 s \| \| 8e \| Israel-Premier Tech \| \| \| + 1 min 21 s \| \| 9e \| Q36.5 Pro Cycling Team \| \| \| + 1 min 50 s \| \| 10e \| Alpecin-Deceuninck \| \| \| + 2 min 06 s \| |                         |      |        |              |
| |                         |      |        |              |
| |                         |      |        |              |
| Classement de l'étape |                         |      |        |              |
| Coureur | Coureur                 | Pays | Équipe | Temps        |
| 1re | Lidl-Trek               |      |        | 39 min 19 s  |
| 2e | Team Jayco AlUla        |      |        | + 46 s       |
| 3e | UAE Team Emirates XRG   |      |        | + 50 s       |
| 4e | Red Bull-BORA-hansgrohe |      |        | + 50 s       |
| 5e | Ineos Grenadiers        |      |        | + 51 s       |
| 6e | Movistar Team           |      |        | + 1 min 05 s |
| 7e | Bahrain-Victorious      |      |        | + 1 min 11 s |
| 8e | Israel-Premier Tech     |      |        | + 1 min 21 s |
| 9e | Q36.5 Pro Cycling Team  |      |        | + 1 min 50 s |
| 10e | Alpecin-Deceuninck      |      |        | + 2 min 06 s |

| \| Classement général \| Classement général \| Classement général \| Classement général \| Classement général \| \| Coureur \| Coureur \| Pays \| Équipe \| Temps \| \| ------------------ \| ------------------ \| ------------------ \| --------------------- \| ------------------ \| \| 1er \| Mathias Vacek \| Tchéquie \| Lidl-Trek \| 39 min 19 s \| \| 2e \| Jonathan Milan \| Italie \| Lidl-Trek \| + 0 s \| \| 3e \| Daan Hoole \| Pays-Bas \| Lidl-Trek \| + 0 s \| \| 4e \| Jakob Söderqvist \| Suède \| Lidl-Trek \| + 0 s \| \| 5e \| Edward Theuns \| Belgique \| Lidl-Trek \| + 30 s \| \| 6e \| Jelte Krijnsen \| Pays-Bas \| Team Jayco AlUla \| + 47 s \| \| 7e \| Ben O'Connor \| Australie \| Team Jayco AlUla \| + 47 s \| \| 8e \| Michael Hepburn \| Australie \| Team Jayco AlUla \| + 47 s \| \| 9e \| Jasha Sütterlin \| Allemagne \| Team Jayco AlUla \| + 47 s \| \| 10e \| João Almeida \| Portugal \| UAE Team Emirates XRG \| + 50 s \| |                  |           |                       |             |
| |                  |           |                       |             |
| |                  |           |                       |             |
| Classement général |                  |           |                       |             |
| Coureur | Coureur          | Pays      | Équipe                | Temps       |
| 1er | Mathias Vacek    | Tchéquie  | Lidl-Trek             | 39 min 19 s |
| 2e | Jonathan Milan   | Italie    | Lidl-Trek             | + 0 s       |
| 3e | Daan Hoole       | Pays-Bas  | Lidl-Trek             | + 0 s       |
| 4e | Jakob Söderqvist | Suède     | Lidl-Trek             | + 0 s       |
| 5e | Edward Theuns    | Belgique  | Lidl-Trek             | + 30 s      |
| 6e | Jelte Krijnsen   | Pays-Bas  | Team Jayco AlUla      | + 47 s      |
| 7e | Ben O'Connor     | Australie | Team Jayco AlUla      | + 47 s      |
| 8e | Michael Hepburn  | Australie | Team Jayco AlUla      | + 47 s      |
| 9e | Jasha Sütterlin  | Allemagne | Team Jayco AlUla      | + 47 s      |
| 10e | João Almeida     | Portugal  | UAE Team Emirates XRG | + 50 s      |

### 2eétape
| \| Classement de l'étape \| Classement de l'étape \| Classement de l'étape \| Classement de l'étape \| Classement de l'étape \| \| Coureur \| Coureur \| Pays \| Équipe \| Temps \| \| --------------------- \| --------------------- \| --------------------- \| --------------------- \| --------------------- \| \| 1er \| Santiago Buitrago \| Colombie \| Bahrain Victorious \| 4 h 07 min 54 s \| \| 2e \| Pello Bilbao \| Espagne \| Bahrain Victorious \| + 9 s \| \| 3e \| João Almeida \| Portugal \| UAE Team Emirates XRG \| + 13 s \| \| 4e \| Jefferson Cepeda \| Équateur \| Movistar Team \| + 21 s \| \| 5e \| Thymen Arensman \| Pays-Bas \| Ineos Grenadiers \| + 24 s \| \| 6e \| Iván Sosa \| Colombie \| Equipo Kern Pharma \| + 25 s \| \| 7e \| Brandon McNulty \| États-Unis \| UAE Team Emirates XRG \| + 34 s \| \| 8e \| Carlos Rodríguez \| Espagne \| Ineos Grenadiers \| + 34 s \| \| 9e \| Lenny Martinez \| France \| Bahrain Victorious \| + 39 s \| \| 10e \| Iván Romeo \| Espagne \| Movistar Team \| + 39 s \| |                   |            |                       |                 |
| |                   |            |                       |                 |
| |                   |            |                       |                 |
| Classement de l'étape |                   |            |                       |                 |
| Coureur | Coureur           | Pays       | Équipe                | Temps           |
| 1er | Santiago Buitrago | Colombie   | Bahrain Victorious    | 4 h 07 min 54 s |
| 2e | Pello Bilbao      | Espagne    | Bahrain Victorious    | + 9 s           |
| 3e | João Almeida      | Portugal   | UAE Team Emirates XRG | + 13 s          |
| 4e | Jefferson Cepeda  | Équateur   | Movistar Team         | + 21 s          |
| 5e | Thymen Arensman   | Pays-Bas   | Ineos Grenadiers      | + 24 s          |
| 6e | Iván Sosa         | Colombie   | Equipo Kern Pharma    | + 25 s          |
| 7e | Brandon McNulty   | États-Unis | UAE Team Emirates XRG | + 34 s          |
| 8e | Carlos Rodríguez  | Espagne    | Ineos Grenadiers      | + 34 s          |
| 9e | Lenny Martinez    | France     | Bahrain Victorious    | + 39 s          |
| 10e | Iván Romeo        | Espagne    | Movistar Team         | + 39 s          |

| \| Classement général \| Classement général \| Classement général \| Classement général \| Classement général \| \| Coureur \| Coureur \| Pays \| Équipe \| Temps \| \| ------------------ \| ------------------ \| ------------------ \| --------------------- \| ------------------ \| \| 1er \| Mathias Vacek \| Tchéquie \| Lidl-Trek \| 4 h 48 min 10 s \| \| 2e \| João Almeida \| Portugal \| UAE Team Emirates XRG \| + 2 s \| \| 3e \| Santiago Buitrago \| Colombie \| Bahrain Victorious \| + 5 s \| \| 4e \| Pello Bilbao \| Espagne \| Bahrain Victorious \| + 16 s \| \| 5e \| Thymen Arensman \| Pays-Bas \| Ineos Grenadiers \| + 19 s \| \| 6e \| Brandon McNulty \| États-Unis \| UAE Team Emirates XRG \| + 27 s \| \| 7e \| Carlos Rodríguez \| Espagne \| Ineos Grenadiers \| + 28 s \| \| 8e \| Jefferson Cepeda \| Équateur \| Movistar Team \| + 30 s \| \| 9e \| Iván Romeo \| Espagne \| Movistar Team \| + 48 s \| \| 10e \| Lenny Martinez \| France \| Bahrain Victorious \| + 54 s \| |                   |            |                       |                 |
| |                   |            |                       |                 |
| |                   |            |                       |                 |
| Classement général |                   |            |                       |                 |
| Coureur | Coureur           | Pays       | Équipe                | Temps           |
| 1er | Mathias Vacek     | Tchéquie   | Lidl-Trek             | 4 h 48 min 10 s |
| 2e | João Almeida      | Portugal   | UAE Team Emirates XRG | + 2 s           |
| 3e | Santiago Buitrago | Colombie   | Bahrain Victorious    | + 5 s           |
| 4e | Pello Bilbao      | Espagne    | Bahrain Victorious    | + 16 s          |
| 5e | Thymen Arensman   | Pays-Bas   | Ineos Grenadiers      | + 19 s          |
| 6e | Brandon McNulty   | États-Unis | UAE Team Emirates XRG | + 27 s          |
| 7e | Carlos Rodríguez  | Espagne    | Ineos Grenadiers      | + 28 s          |
| 8e | Jefferson Cepeda  | Équateur   | Movistar Team         | + 30 s          |
| 9e | Iván Romeo        | Espagne    | Movistar Team         | + 48 s          |
| 10e | Lenny Martinez    | France     | Bahrain Victorious    | + 54 s          |

### 3eétape
| \| Classement de l'étape \| Classement de l'étape \| Classement de l'étape \| Classement de l'étape \| Classement de l'étape \| \| Coureur \| Coureur \| Pays \| Équipe \| Temps \| \| --------------------- \| --------------------- \| --------------------- \| ----------------------- \| --------------------- \| \| 1er \| Iván Romeo \| Espagne \| Movistar Team \| 4 h 26 min 15 s \| \| 2e \| Santiago Buitrago \| Colombie \| Bahrain Victorious \| + 10 s \| \| 3e \| João Almeida \| Portugal \| UAE Team Emirates XRG \| + 10 s \| \| 4e \| Pello Bilbao \| Espagne \| Bahrain Victorious \| + 10 s \| \| 5e \| Jefferson Cepeda \| Équateur \| Movistar Team \| + 10 s \| \| 6e \| Pablo Castrillo \| Espagne \| Movistar Team \| + 10 s \| \| 7e \| Davide Piganzoli \| Italie \| Team Polti VisitMalta \| + 10 s \| \| 8e \| Jai Hindley \| Australie \| Red Bull-Bora-Hansgrohe \| + 10 s \| \| 9e \| Ben O'Connor \| Australie \| Team Jayco AlUla \| + 10 s \| \| 10e \| Thymen Arensman \| Pays-Bas \| Ineos Grenadiers \| + 10 s \| |                   |           |                         |                 |
| |                   |           |                         |                 |
| |                   |           |                         |                 |
| Classement de l'étape |                   |           |                         |                 |
| Coureur | Coureur           | Pays      | Équipe                  | Temps           |
| 1er | Iván Romeo        | Espagne   | Movistar Team           | 4 h 26 min 15 s |
| 2e | Santiago Buitrago | Colombie  | Bahrain Victorious      | + 10 s          |
| 3e | João Almeida      | Portugal  | UAE Team Emirates XRG   | + 10 s          |
| 4e | Pello Bilbao      | Espagne   | Bahrain Victorious      | + 10 s          |
| 5e | Jefferson Cepeda  | Équateur  | Movistar Team           | + 10 s          |
| 6e | Pablo Castrillo   | Espagne   | Movistar Team           | + 10 s          |
| 7e | Davide Piganzoli  | Italie    | Team Polti VisitMalta   | + 10 s          |
| 8e | Jai Hindley       | Australie | Red Bull-Bora-Hansgrohe | + 10 s          |
| 9e | Ben O'Connor      | Australie | Team Jayco AlUla        | + 10 s          |
| 10e | Thymen Arensman   | Pays-Bas  | Ineos Grenadiers        | + 10 s          |

| \| Classement général \| Classement général \| Classement général \| Classement général \| Classement général \| \| Coureur \| Coureur \| Pays \| Équipe \| Temps \| \| ------------------ \| ------------------ \| ------------------ \| --------------------- \| ------------------ \| \| 1er \| João Almeida \| Portugal \| UAE Team Emirates XRG \| 9 h 14 min 30 s \| \| 2e \| Santiago Buitrago \| Colombie \| Bahrain Victorious \| + 2 s \| \| 3e \| Pello Bilbao \| Espagne \| Bahrain Victorious \| + 21 s \| \| 4e \| Thymen Arensman \| Pays-Bas \| Ineos Grenadiers \| + 24 s \| \| 5e \| Brandon McNulty \| États-Unis \| UAE Team Emirates XRG \| + 32 s \| \| 6e \| Iván Romeo \| Espagne \| Movistar Team \| + 33 s \| \| 7e \| Carlos Rodríguez \| Espagne \| Ineos Grenadiers \| + 33 s \| \| 8e \| Jefferson Cepeda \| Équateur \| Movistar Team \| + 35 s \| \| 9e \| Pablo Castrillo \| Espagne \| Movistar Team \| + 1 min 03 s \| \| 10e \| Ben O'Connor \| Australie \| Team Jayco AlUla \| + 1 min 05 s \| |                   |            |                       |                 |
| |                   |            |                       |                 |
| |                   |            |                       |                 |
| Classement général |                   |            |                       |                 |
| Coureur | Coureur           | Pays       | Équipe                | Temps           |
| 1er | João Almeida      | Portugal   | UAE Team Emirates XRG | 9 h 14 min 30 s |
| 2e | Santiago Buitrago | Colombie   | Bahrain Victorious    | + 2 s           |
| 3e | Pello Bilbao      | Espagne    | Bahrain Victorious    | + 21 s          |
| 4e | Thymen Arensman   | Pays-Bas   | Ineos Grenadiers      | + 24 s          |
| 5e | Brandon McNulty   | États-Unis | UAE Team Emirates XRG | + 32 s          |
| 6e | Iván Romeo        | Espagne    | Movistar Team         | + 33 s          |
| 7e | Carlos Rodríguez  | Espagne    | Ineos Grenadiers      | + 33 s          |
| 8e | Jefferson Cepeda  | Équateur   | Movistar Team         | + 35 s          |
| 9e | Pablo Castrillo   | Espagne    | Movistar Team         | + 1 min 03 s    |
| 10e | Ben O'Connor      | Australie  | Team Jayco AlUla      | + 1 min 05 s    |

### 4eétape
| \| Classement de l'étape \| Classement de l'étape \| Classement de l'étape \| Classement de l'étape \| Classement de l'étape \| \| Coureur \| Coureur \| Pays \| Équipe \| Temps \| \| --------------------- \| --------------------- \| --------------------- \| ----------------------- \| --------------------- \| \| 1er \| Santiago Buitrago \| Colombie \| Bahrain Victorious \| 4 h 53 min 30 s \| \| 2e \| Jonathan Milan \| Italie \| Lidl-Trek \| + 6 s \| \| 3e \| Jakob Söderqvist \| Suède \| Lidl-Trek Future Racing \| + 6 s \| \| 4e \| Riley Sheehan \| États-Unis \| Israel-Premier Tech \| + 10 s \| \| 5e \| Thymen Arensman \| Pays-Bas \| Ineos Grenadiers \| + 10 s \| \| 6e \| Pello Bilbao \| Espagne \| Bahrain Victorious \| + 10 s \| \| 7e \| João Almeida \| Portugal \| UAE Team Emirates XRG \| + 10 s \| \| 8e \| Matteo Sobrero \| Italie \| Red Bull-Bora-Hansgrohe \| + 10 s \| \| 9e \| Brandon McNulty \| États-Unis \| UAE Team Emirates XRG \| + 13 s \| \| 10e \| Jai Hindley \| Australie \| Red Bull-Bora-Hansgrohe \| + 13 s \| |                   |            |                         |                 |
| |                   |            |                         |                 |
| |                   |            |                         |                 |
| Classement de l'étape |                   |            |                         |                 |
| Coureur | Coureur           | Pays       | Équipe                  | Temps           |
| 1er | Santiago Buitrago | Colombie   | Bahrain Victorious      | 4 h 53 min 30 s |
| 2e | Jonathan Milan    | Italie     | Lidl-Trek               | + 6 s           |
| 3e | Jakob Söderqvist  | Suède      | Lidl-Trek Future Racing | + 6 s           |
| 4e | Riley Sheehan     | États-Unis | Israel-Premier Tech     | + 10 s          |
| 5e | Thymen Arensman   | Pays-Bas   | Ineos Grenadiers        | + 10 s          |
| 6e | Pello Bilbao      | Espagne    | Bahrain Victorious      | + 10 s          |
| 7e | João Almeida      | Portugal   | UAE Team Emirates XRG   | + 10 s          |
| 8e | Matteo Sobrero    | Italie     | Red Bull-Bora-Hansgrohe | + 10 s          |
| 9e | Brandon McNulty   | États-Unis | UAE Team Emirates XRG   | + 13 s          |
| 10e | Jai Hindley       | Australie  | Red Bull-Bora-Hansgrohe | + 13 s          |

| \| Classement général \| Classement général \| Classement général \| Classement général \| Classement général \| \| Coureur \| Coureur \| Pays \| Équipe \| Temps \| \| ------------------ \| ------------------ \| ------------------ \| ----------------------- \| ------------------ \| \| 1er \| Santiago Buitrago \| Colombie \| Bahrain Victorious \| 14 h 08 min 01 s \| \| 2e \| João Almeida \| Portugal \| UAE Team Emirates XRG \| + 8 s \| \| 3e \| Pello Bilbao \| Espagne \| Bahrain Victorious \| + 29 s \| \| 4e \| Thymen Arensman \| Pays-Bas \| Ineos Grenadiers \| + 32 s \| \| 5e \| Brandon McNulty \| États-Unis \| UAE Team Emirates XRG \| + 43 s \| \| 6e \| Iván Romeo \| Espagne \| Movistar Team \| + 44 s \| \| 7e \| Carlos Rodríguez \| Espagne \| Ineos Grenadiers \| + 44 s \| \| 8e \| Jefferson Cepeda \| Équateur \| Movistar Team \| + 50 s \| \| 9e \| Jai Hindley \| Australie \| Red Bull-Bora-Hansgrohe \| + 1 min 21 s \| \| 10e \| Ben O'Connor \| Australie \| Team Jayco AlUla \| + 1 min 27 s \| |                   |            |                         |                  |
| |                   |            |                         |                  |
| |                   |            |                         |                  |
| Classement général |                   |            |                         |                  |
| Coureur | Coureur           | Pays       | Équipe                  | Temps            |
| 1er | Santiago Buitrago | Colombie   | Bahrain Victorious      | 14 h 08 min 01 s |
| 2e | João Almeida      | Portugal   | UAE Team Emirates XRG   | + 8 s            |
| 3e | Pello Bilbao      | Espagne    | Bahrain Victorious      | + 29 s           |
| 4e | Thymen Arensman   | Pays-Bas   | Ineos Grenadiers        | + 32 s           |
| 5e | Brandon McNulty   | États-Unis | UAE Team Emirates XRG   | + 43 s           |
| 6e | Iván Romeo        | Espagne    | Movistar Team           | + 44 s           |
| 7e | Carlos Rodríguez  | Espagne    | Ineos Grenadiers        | + 44 s           |
| 8e | Jefferson Cepeda  | Équateur   | Movistar Team           | + 50 s           |
| 9e | Jai Hindley       | Australie  | Red Bull-Bora-Hansgrohe | + 1 min 21 s     |
| 10e | Ben O'Connor      | Australie  | Team Jayco AlUla        | + 1 min 27 s     |

### 5eétape
| \| Classement de l'étape \| Classement de l'étape \| Classement de l'étape \| Classement de l'étape \| Classement de l'étape \| \| Coureur \| Coureur \| Pays \| Équipe \| Temps \| \| --------------------- \| --------------------------- \| --------------------- \| --------------------- \| --------------------- \| \| 1er \| Jonathan Milan \| Italie \| Lidl-Trek \| 2 h 09 min 52 s \| \| 2e \| Jake Stewart \| Royaume-Uni \| Israel-Premier Tech \| + 0 s \| \| 3e \| Giovanni Lonardi \| Italie \| Team Polti VisitMalta \| + 0 s \| \| 4e \| Gerben Thijssen \| Belgique \| Intermarché-Wanty \| + 0 s \| \| 5e \| Xabier Berasategi \| Espagne \| Euskaltel-Euskadi \| + 0 s \| \| 6e \| Sente Sentjens \| Belgique \| Alpecin-Deceuninck \| + 0 s \| \| 7e \| Ethan Vernon \| Royaume-Uni \| Israel-Premier Tech \| + 0 s \| \| 8e \| Miguel Ángel Fernández Ruiz \| Espagne \| Equipo Kern Pharma \| + 0 s \| \| 9e \| César Macías \| Mexique \| Petrolike \| + 0 s \| \| 10e \| Michiel Lambrecht \| Belgique \| Wagner Bazin WB \| + 0 s \| |                             |             |                       |                 |
| |                             |             |                       |                 |
| |                             |             |                       |                 |
| Classement de l'étape |                             |             |                       |                 |
| Coureur | Coureur                     | Pays        | Équipe                | Temps           |
| 1er | Jonathan Milan              | Italie      | Lidl-Trek             | 2 h 09 min 52 s |
| 2e | Jake Stewart                | Royaume-Uni | Israel-Premier Tech   | + 0 s           |
| 3e | Giovanni Lonardi            | Italie      | Team Polti VisitMalta | + 0 s           |
| 4e | Gerben Thijssen             | Belgique    | Intermarché-Wanty     | + 0 s           |
| 5e | Xabier Berasategi           | Espagne     | Euskaltel-Euskadi     | + 0 s           |
| 6e | Sente Sentjens              | Belgique    | Alpecin-Deceuninck    | + 0 s           |
| 7e | Ethan Vernon                | Royaume-Uni | Israel-Premier Tech   | + 0 s           |
| 8e | Miguel Ángel Fernández Ruiz | Espagne     | Equipo Kern Pharma    | + 0 s           |
| 9e | César Macías                | Mexique     | Petrolike             | + 0 s           |
| 10e | Michiel Lambrecht           | Belgique    | Wagner Bazin WB       | + 0 s           |

## Classements finals

### Classement général final
| \| Classement général \| Classement général \| Classement général \| Classement général \| Classement général \| \| Coureur \| Coureur \| Pays \| Équipe \| Temps \| \| ------------------ \| ------------------ \| ------------------ \| ----------------------- \| ------------------ \| \| 1er \| Santiago Buitrago \| Colombie \| Bahrain Victorious \| 16 h 17 min 43 s \| \| 2e \| João Almeida \| Portugal \| UAE Team Emirates XRG \| + 18 s \| \| 3e \| Pello Bilbao \| Espagne \| Bahrain Victorious \| + 39 s \| \| 4e \| Thymen Arensman \| Pays-Bas \| Ineos Grenadiers \| + 42 s \| \| 5e \| Brandon McNulty \| États-Unis \| UAE Team Emirates XRG \| + 53 s \| \| 6e \| Carlos Rodríguez \| Espagne \| Ineos Grenadiers \| + 54 s \| \| 7e \| Jefferson Cepeda \| Équateur \| Movistar Team \| + 1 min 00 s \| \| 8e \| Iván Romeo \| Espagne \| Movistar Team \| + 1 min 07 s \| \| 9e \| Jai Hindley \| Australie \| Red Bull-Bora-Hansgrohe \| + 1 min 31 s \| \| 10e \| Ben O'Connor \| Australie \| Team Jayco AlUla \| + 1 min 37 s \| |                   |            |                         |                  |
| |                   |            |                         |                  |
| Source : ProCyclingStats |                   |            |                         |                  |
| Classement général |                   |            |                         |                  |
| Coureur | Coureur           | Pays       | Équipe                  | Temps            |
| 1er | Santiago Buitrago | Colombie   | Bahrain Victorious      | 16 h 17 min 43 s |
| 2e | João Almeida      | Portugal   | UAE Team Emirates XRG   | + 18 s           |
| 3e | Pello Bilbao      | Espagne    | Bahrain Victorious      | + 39 s           |
| 4e | Thymen Arensman   | Pays-Bas   | Ineos Grenadiers        | + 42 s           |
| 5e | Brandon McNulty   | États-Unis | UAE Team Emirates XRG   | + 53 s           |
| 6e | Carlos Rodríguez  | Espagne    | Ineos Grenadiers        | + 54 s           |
| 7e | Jefferson Cepeda  | Équateur   | Movistar Team           | + 1 min 00 s     |
| 8e | Iván Romeo        | Espagne    | Movistar Team           | + 1 min 07 s     |
| 9e | Jai Hindley       | Australie  | Red Bull-Bora-Hansgrohe | + 1 min 31 s     |
| 10e | Ben O'Connor      | Australie  | Team Jayco AlUla        | + 1 min 37 s     |

### Classements annexes finals
| Classement par points | Classement du meilleur grimpeur |

| Classement des jeunes | Classement par équipes |

### Classement UCI
La course attribue des points au Classement mondial UCI 2025.

## Évolution des classements
| Étape              | Vainqueur          | Classement général | Classement de la montagne | Classement par points | Classement du meilleur jeune | Classement par équipes |
| ------------------ | ------------------ | ------------------ | ------------------------- | --------------------- | ---------------------------- | ---------------------- |
| 1                  | Lidl-Trek          | Mathias Vacek      | non-attribué              | non-attribué          | Mathias Vacek                | Lidl-Trek              |
| 2                  | Santiago Buitrago  | Mathias Vacek      | Pello Bilbao              | Santiago Buitrago     | Mathias Vacek                | Bahrain Victorious     |
| 3                  | Iván Romeo         | João Almeida       | Santiago Buitrago         | Santiago Buitrago     | Iván Romeo                   | Bahrain Victorious     |
| 4                  | Santiago Buitrago  | Santiago Buitrago  | Jon Agirre                | Santiago Buitrago     | Carlos Rodríguez             | Bahrain Victorious     |
| 5                  | Jonathan Milan     | Santiago Buitrago  | Jon Agirre                | Santiago Buitrago     | Carlos Rodríguez             | Bahrain Victorious     |
| Classements finals | Classements finals | Santiago Buitrago  | Jon Agirre                | Santiago Buitrago     | Carlos Rodríguez             | Bahrain Victorious     |

## Liste des participants
| UAE Team Emirates XRG UAD                         | UAE Team Emirates XRG UAD          | UAE Team Emirates XRG UAD |
| ------------------------------------------------- | ---------------------------------- | ------------------------- |
| Num                                               | Coureur                            | Pos                       |
| 1                                                 | Brandon McNulty (USA) (chrono)     | 5e                        |
| 2                                                 | João Almeida (POR)                 | 2e                        |
| 3                                                 | Filippo Baroncini (ITA)            | 51e                       |
| 4                                                 | Felix Großschartner (AUT) (chrono) | 60e                       |
| 5                                                 | Julius Johansen (DEN)              | 96e                       |
| 6                                                 | Ivo Oliveira (POR)                 | 101e                      |
| 7                                                 | Pavel Sivakov (FRA)                | 15e                       |
| Directeur sportif : Fabrizio Guidi, Marco Marzano |                                    |                           |

| Bahrain Victorious TBV              | Bahrain Victorious TBV  | Bahrain Victorious TBV |
| ----------------------------------- | ----------------------- | ---------------------- |
| Num                                 | Coureur                 | Pos                    |
| 11                                  | Santiago Buitrago (COL) | 1er                    |
| 12                                  | Pello Bilbao (ESP)      | 3e                     |
| 13                                  | Kamil Gradek (POL)      | 125e                   |
| 14                                  | Jack Haig (AUS)         | 16e                    |
| 15                                  | Rainer Kepplinger (AUT) | 74e                    |
| 16                                  | Lenny Martinez (FRA)    | 11e                    |
| 17                                  | Edoardo Zambanini (ITA) | 38e                    |
| Directeur sportif : Roman Kreuziger |                         |                        |

| Red Bull-Bora-Hansgrohe RBH    | Red Bull-Bora-Hansgrohe RBH | Red Bull-Bora-Hansgrohe RBH |
| ------------------------------ | --------------------------- | --------------------------- |
| Num                            | Coureur                     | Pos                         |
| 21                             | Nico Denz (GER)             | 52e                         |
| 22                             | Jai Hindley (AUS)           | 9e                          |
| 23                             | Matteo Sobrero (ITA)        | 42e                         |
| 24                             | Gianni Moscon (ITA)         | 99e                         |
| 25                             | Aleksandr Vlasov (RUS)      | 17e                         |
| 26                             | Frederik Wandahl (DEN)      | 57e                         |
| 27                             | Giovanni Aleotti (ITA)      | 31e                         |
| Directeur sportif : Rolf Aldag |                             |                             |

| Team Jayco AlUla JAY             | Team Jayco AlUla JAY          | Team Jayco AlUla JAY |
| -------------------------------- | ----------------------------- | -------------------- |
| Num                              | Coureur                       | Pos                  |
| 31                               | Robert Donaldson (GBR)        | 95e                  |
| 32                               | Michael Hepburn (AUS)         | 109e                 |
| 33                               | Christopher Juul Jensen (DEN) | 70e                  |
| 34                               | Jelte Krijnsen (NED)          | 44e                  |
| 35                               | Ben O'Connor (AUS)            | 10e                  |
| 36                               | Jasha Sütterlin (GER)         | 54e                  |
| 37                               | Filippo Zana (ITA)            | 29e                  |
| Directeur sportif : Rafael Valls |                               |                      |

| Movistar Team MOV | Movistar Team MOV      | Movistar Team MOV |
| ----------------- | ---------------------- | ----------------- |
| Num               | Coureur                | Pos               |
| 41                | Jorge Arcas (ESP)      | 62e               |
| 42                | William Barta (USA)    | 23e               |
| 43                | Pablo Castrillo (ESP)  | 12e               |
| 44                | Jefferson Cepeda (ECU) | 7e                |
| 45                | Lorenzo Milesi (ITA)   | 100e              |
| 46                | Iván Romeo (ESP)       | 8e                |
| 47                | Nélson Oliveira (POR)  | 76e               |

| Lidl-Trek LTK                      | Lidl-Trek LTK                   | Lidl-Trek LTK |
| ---------------------------------- | ------------------------------- | ------------- |
| Num                                | Coureur                         | Pos           |
| 51                                 | Simone Consonni (ITA)           | 90e           |
| 52                                 | Amanuel Ghebreigzabhier (ERI)   | 71e           |
| 53                                 | Daan Hoole (NED) (chrono)       | 41e           |
| 54                                 | Jonathan Milan (ITA)            | 67e           |
| 55                                 | Edward Theuns (BEL)             | 104e          |
| 56                                 | Mathias Vacek (CZE) (chrono)    | NP-5          |
| 57                                 | Jakob Söderqvist (SWE) (chrono) | 34e           |
| Directeur sportif : Maxime Monfort |                                 |               |

| Intermarché-Wanty IWA                    | Intermarché-Wanty IWA | Intermarché-Wanty IWA |
| ---------------------------------------- | --------------------- | --------------------- |
| Num                                      | Coureur               | Pos                   |
| 61                                       | Huub Artz (NED)       | 91e                   |
| 62                                       | Kevin Colleoni (ITA)  | 81e                   |
| 63                                       | Louis Meintjes (RSA)  | 55e                   |
| 64                                       | Alexander Kamp (DEN)  | 116e                  |
| 65                                       | Adrien Petit (FRA)    | 118e                  |
| 66                                       | Gerben Thijssen (BEL) | 113e                  |
| 67                                       | Gijs Van Hoecke (BEL) | 110e                  |
| Directeur sportif : Pieter Vanspeybrouck |                       |                       |

| Alpecin-Deceuninck ADC              | Alpecin-Deceuninck ADC  | Alpecin-Deceuninck ADC |
| ----------------------------------- | ----------------------- | ---------------------- |
| Num                                 | Coureur                 | Pos                    |
| 71                                  | Kaden Groves (AUS)      | NP-5                   |
| 72                                  | Gianni Vermeersch (BEL) | 56e                    |
| 73                                  | Oscar Riesebeek (NED)   | 112e                   |
| 74                                  | Edward Planckaert (BEL) | 85e                    |
| 75                                  | Lars Boven (NED)        | NP-4                   |
| 76                                  | Henri Uhlig (GER)       | 73e                    |
| 77                                  | Sente Sentjens (BEL)    | 102e                   |
| Directeur sportif : Jens Keukeleire |                         |                        |

| Ineos Grenadiers IGD                  | Ineos Grenadiers IGD       | Ineos Grenadiers IGD |
| ------------------------------------- | -------------------------- | -------------------- |
| Num                                   | Coureur                    | Pos                  |
| 81                                    | Thymen Arensman (NED)      | 4e                   |
| 82                                    | Andrew August (USA)        | 27e                  |
| 83                                    | Jonathan Castroviejo (ESP) | 64e                  |
| 84                                    | Tobias Foss (NOR)          | 13e                  |
| 85                                    | Bob Jungels (LUX)          | 45e                  |
| 86                                    | Carlos Rodríguez (ESP)     | 6e                   |
| 87                                    | Michael Leonard (CAN)      | NP-4                 |
| Directeur sportif : Kurt Asle Arvesen |                            |                      |

| Team Polti VisitMalta PTV           | Team Polti VisitMalta PTV   | Team Polti VisitMalta PTV |
| ----------------------------------- | --------------------------- | ------------------------- |
| Num                                 | Coureur                     | Pos                       |
| 91                                  | Giovanni Lonardi (ITA)      | 119e                      |
| 92                                  | Mirco Maestri (ITA)         | 53e                       |
| 93                                  | Francisco Muñoz Llana (ESP) | 121e                      |
| 94                                  | Davide Bais (ITA)           | 75e                       |
| 95                                  | Davide Piganzoli (ITA)      | 14e                       |
| 96                                  | Fernando Tercero (ESP)      | NP-2                      |
| 97                                  | Samuele Zoccarato (ITA)     | AB-4                      |
| Directeur sportif : Stefano Zanatta |                             |                           |

| VF Group-Bardiani CSF-Faizanè VBF | VF Group-Bardiani CSF-Faizanè VBF | VF Group-Bardiani CSF-Faizanè VBF |
| --------------------------------- | --------------------------------- | --------------------------------- |
| Num                               | Coureur                           | Pos                               |
| 101                               | Luca Covili (ITA)                 | 37e                               |
| 102                               | Filippo Fiorelli (ITA)            | 80e                               |
| 103                               | Alessio Martinelli (ITA)          | AB-3                              |
| 104                               | Luca Paletti (ITA)                | 25e                               |
| 105                               | Vicente Rojas (CHI)               | AB-4                              |
| 106                               | Matteo Scalco (ITA)               | 59e                               |
| 107                               | Alex Tolio (ITA)                  | 66e                               |
| Directeur sportif : Mirko Rossato |                                   |                                   |

| Euskaltel-Euskadi EUS           | Euskaltel-Euskadi EUS   | Euskaltel-Euskadi EUS |
| ------------------------------- | ----------------------- | --------------------- |
| Num                             | Coureur                 | Pos                   |
| 111                             | Txomin Juaristi (ESP)   | 20e                   |
| 112                             | Xabier Isasa (ESP)      | NP-4                  |
| 113                             | Xabier Berasategi (ESP) | 79e                   |
| 114                             | Jon Agirre (ESP)        | 32e                   |
| 115                             | Márton Dina (HUN)       | AB-4                  |
| 116                             | Mikel Bizkarra (ESP)    | NP-4                  |
| 117                             | Jokin Murguialday (ESP) | 40e                   |
| Directeur sportif : Rubén Pérez |                         |                       |

| Burgos-Burpellet-BH BBH           | Burgos-Burpellet-BH BBH   | Burgos-Burpellet-BH BBH |
| --------------------------------- | ------------------------- | ----------------------- |
| Num                               | Coureur                   | Pos                     |
| 121                               | Clément Alleno (FRA)      | 22e                     |
| 122                               | David Martín Romero (ESP) | AB-3                    |
| 123                               | Ander Okamika (ESP)       | AB-3                    |
| 124                               | Vojtěch Kmínek (CZE)      | 123e                    |
| 125                               | Hugo de la Calle (ESP)    | 49e                     |
| 126                               | José Manuel Díaz (ESP)    | 35e                     |
| 127                               | Sinuhé Fernández (ESP)    | 84e                     |
| Directeur sportif : Damien Garcia |                           |                         |

| Caja Rural-Seguros RGA CJR                        | Caja Rural-Seguros RGA CJR | Caja Rural-Seguros RGA CJR |
| ------------------------------------------------- | -------------------------- | -------------------------- |
| Num                                               | Coureur                    | Pos                        |
| 131                                               | Joan Bou (ESP)             | 36e                        |
| 132                                               | Sebastian Berwick (AUS)    | 87e                        |
| 133                                               | Iúri Leitão (POR)          | AB-4                       |
| 134                                               | Jaume Guardeño (ESP)       | 50e                        |
| 135                                               | Alex Molenaar (NED)        | 108e                       |
| 136                                               | Jakub Otruba (CZE)         | AB-3                       |
| 137                                               | Tyler Stites (USA)         | 98e                        |
| Directeur sportif : José Miguel Fernández Reviejo |                            |                            |

| Equipo Kern Pharma EKP            | Equipo Kern Pharma EKP            | Equipo Kern Pharma EKP |
| --------------------------------- | --------------------------------- | ---------------------- |
| Num                               | Coureur                           | Pos                    |
| 141                               | Iván Sosa (COL)                   | 28e                    |
| 142                               | José Félix Parra (ESP)            | 58e                    |
| 143                               | Diego Uriarte (ESP)               | 63e                    |
| 144                               | Unai Iribar (ESP)                 | 89e                    |
| 145                               | Miguel Ángel Fernández Ruiz (ESP) | 124e                   |
| 146                               | Iñigo Elosegui (ESP)              | NP-4                   |
| 147                               | Iván Cobo (ESP)                   | 24e                    |
| Directeur sportif : Mikel Ezkieta |                                   |                        |

| Q36.5 Pro Cycling Team Q36        | Q36.5 Pro Cycling Team Q36 | Q36.5 Pro Cycling Team Q36 |
| --------------------------------- | -------------------------- | -------------------------- |
| Num                               | Coureur                    | Pos                        |
| 151                               | Gianluca Brambilla (ITA)   | NP-3                       |
| 152                               | Mark Donovan (GBR)         | 30e                        |
| 153                               | Walter Calzoni (ITA)       | 68e                        |
| 154                               | David González López (ESP) | 61e                        |
| 155                               | Jannik Steimle (GER)       | AB-3                       |
| 156                               | Rory Townsend (IRL)        | 88e                        |
| 157                               | Milan Vader (NED)          | 19e                        |
| Directeur sportif : Piotr Wadecki |                            |                            |

| Wagner Bazin WB WB2                        | Wagner Bazin WB WB2     | Wagner Bazin WB WB2 |
| ------------------------------------------ | ----------------------- | ------------------- |
| Num                                        | Coureur                 | Pos                 |
| 161                                        | Loïc Vliegen (BEL)      | 93e                 |
| 162                                        | Tom Portsmouth (GBR)    | AB-3                |
| 163                                        | Johan Meens (BEL)       | 97e                 |
| 164                                        | Louka Matthys (BEL)     | 48e                 |
| 165                                        | Michiel Lambrecht (BEL) | 72e                 |
| 166                                        | Floris De Tier (BEL)    | 33e                 |
| 167                                        | Quentin Bezza (FRA)     | 107e                |
| Directeur sportif : Alessandro Spezialetti |                         |                     |

| Team Novo Nordisk TNN                  | Team Novo Nordisk TNN | Team Novo Nordisk TNN |
| -------------------------------------- | --------------------- | --------------------- |
| Num                                    | Coureur               | Pos                   |
| 171                                    | Matyáš Kopecký (CZE)  | 114e                  |
| 172                                    | Filippo Ridolfo (ITA) | 115e                  |
| 173                                    | Bailey McDonald (AUS) | 130e                  |
| 174                                    | Hamish Armitt (GBR)   | 83e                   |
| 175                                    | Declan Irvine (AUS)   | 128e                  |
| 176                                    | Nathan Smith (GBR)    | 120e                  |
| 177                                    | Antonio Polga (ITA)   | 126e                  |
| Directeur sportif : Guennadi Mikhailov |                       |                       |

| Israel-Premier Tech IPT            | Israel-Premier Tech IPT | Israel-Premier Tech IPT |
| ---------------------------------- | ----------------------- | ----------------------- |
| Num                                | Coureur                 | Pos                     |
| 181                                | Joseph Blackmore (GBR)  | 26e                     |
| 182                                | Hugo Houle (CAN)        | 69e                     |
| 183                                | Alexey Lutsenko (KAZ)   | 18e                     |
| 184                                | Riley Pickrell (CAN)    | 86e                     |
| 185                                | Riley Sheehan (USA)     | 43e                     |
| 186                                | Jake Stewart (GBR)      | 78e                     |
| 187                                | Ethan Vernon (GBR)      | 94e                     |
| Directeur sportif : Óscar Guerrero |                         |                         |

| Illes Balears Arabay IBA           | Illes Balears Arabay IBA        | Illes Balears Arabay IBA |
| ---------------------------------- | ------------------------------- | ------------------------ |
| Num                                | Coureur                         | Pos                      |
| 191                                | Gonzalo Ariño (ESP)             | 111e                     |
| 192                                | José María García Soriano (ESP) | 39e                      |
| 193                                | Asier Pablo González (ESP)      | 105e                     |
| 194                                | Pau Llaneras (ESP)              | 122e                     |
| 195                                | José Marín (ESP)                | 117e                     |
| 196                                | Joan Albert Riera (ESP)         | NP-3                     |
| 197                                | Álvaro Sagrado (ESP)            | 77e                      |
| Directeur sportif : Daniel Navarro |                                 |                          |

| Project Echelon Racing PEC | Project Echelon Racing PEC | Project Echelon Racing PEC |
| -------------------------- | -------------------------- | -------------------------- |
| Num                        | Coureur                    | Pos                        |
| 201                        | Laurent Gervais (CAN)      | AB-4                       |
| 202                        | Hugo Scala Jr. (USA)       | 92e                        |
| 203                        | Kieran Haug (USA)          | 82e                        |
| 204                        | Brendan Rhim (USA)         | AB-3                       |
| 205                        | Caleb Classen (USA)        | 129e                       |
| 206                        | Sam Boardman (USA)         | 127e                       |
| 207                        | Cade Bickmore (USA)        | 131e                       |

| Petrolike PTL | Petrolike PTL               | Petrolike PTL |
| ------------- | --------------------------- | ------------- |
| Num           | Coureur                     | Pos           |
| 211           | Jonathan Caicedo (ECU)      | 47e           |
| 212           | Edgar Cadena (MEX)          | 46e           |
| 213           | Lorenzo Galimberti (ITA)    | 65e           |
| 214           | Carlos Alfonso García (MEX) | AB-3          |
| 215           | César Macías (MEX)          | 103e          |
| 216           | Andrii Ponomar (UKR)        | 21e           |
| 217           | Jose Juan Prieto (MEX)      | 106e          |

| UAE Team Emirates XRG UAD                         | UAE Team Emirates XRG UAD          | UAE Team Emirates XRG UAD |
| ------------------------------------------------- | ---------------------------------- | ------------------------- |
| Num                                               | Coureur                            | Pos                       |
| 1                                                 | Brandon McNulty (USA) (chrono)     | 5e                        |
| 2                                                 | João Almeida (POR)                 | 2e                        |
| 3                                                 | Filippo Baroncini (ITA)            | 51e                       |
| 4                                                 | Felix Großschartner (AUT) (chrono) | 60e                       |
| 5                                                 | Julius Johansen (DEN)              | 96e                       |
| 6                                                 | Ivo Oliveira (POR)                 | 101e                      |
| 7                                                 | Pavel Sivakov (FRA)                | 15e                       |
| Directeur sportif : Fabrizio Guidi, Marco Marzano |                                    |                           |

| Bahrain Victorious TBV              | Bahrain Victorious TBV  | Bahrain Victorious TBV |
| ----------------------------------- | ----------------------- | ---------------------- |
| Num                                 | Coureur                 | Pos                    |
| 11                                  | Santiago Buitrago (COL) | 1er                    |
| 12                                  | Pello Bilbao (ESP)      | 3e                     |
| 13                                  | Kamil Gradek (POL)      | 125e                   |
| 14                                  | Jack Haig (AUS)         | 16e                    |
| 15                                  | Rainer Kepplinger (AUT) | 74e                    |
| 16                                  | Lenny Martinez (FRA)    | 11e                    |
| 17                                  | Edoardo Zambanini (ITA) | 38e                    |
| Directeur sportif : Roman Kreuziger |                         |                        |

| Red Bull-Bora-Hansgrohe RBH    | Red Bull-Bora-Hansgrohe RBH | Red Bull-Bora-Hansgrohe RBH |
| ------------------------------ | --------------------------- | --------------------------- |
| Num                            | Coureur                     | Pos                         |
| 21                             | Nico Denz (GER)             | 52e                         |
| 22                             | Jai Hindley (AUS)           | 9e                          |
| 23                             | Matteo Sobrero (ITA)        | 42e                         |
| 24                             | Gianni Moscon (ITA)         | 99e                         |
| 25                             | Aleksandr Vlasov (RUS)      | 17e                         |
| 26                             | Frederik Wandahl (DEN)      | 57e                         |
| 27                             | Giovanni Aleotti (ITA)      | 31e                         |
| Directeur sportif : Rolf Aldag |                             |                             |

| Team Jayco AlUla JAY             | Team Jayco AlUla JAY          | Team Jayco AlUla JAY |
| -------------------------------- | ----------------------------- | -------------------- |
| Num                              | Coureur                       | Pos                  |
| 31                               | Robert Donaldson (GBR)        | 95e                  |
| 32                               | Michael Hepburn (AUS)         | 109e                 |
| 33                               | Christopher Juul Jensen (DEN) | 70e                  |
| 34                               | Jelte Krijnsen (NED)          | 44e                  |
| 35                               | Ben O'Connor (AUS)            | 10e                  |
| 36                               | Jasha Sütterlin (GER)         | 54e                  |
| 37                               | Filippo Zana (ITA)            | 29e                  |
| Directeur sportif : Rafael Valls |                               |                      |

| Movistar Team MOV | Movistar Team MOV      | Movistar Team MOV |
| ----------------- | ---------------------- | ----------------- |
| Num               | Coureur                | Pos               |
| 41                | Jorge Arcas (ESP)      | 62e               |
| 42                | William Barta (USA)    | 23e               |
| 43                | Pablo Castrillo (ESP)  | 12e               |
| 44                | Jefferson Cepeda (ECU) | 7e                |
| 45                | Lorenzo Milesi (ITA)   | 100e              |
| 46                | Iván Romeo (ESP)       | 8e                |
| 47                | Nélson Oliveira (POR)  | 76e               |

| Lidl-Trek LTK                      | Lidl-Trek LTK                   | Lidl-Trek LTK |
| ---------------------------------- | ------------------------------- | ------------- |
| Num                                | Coureur                         | Pos           |
| 51                                 | Simone Consonni (ITA)           | 90e           |
| 52                                 | Amanuel Ghebreigzabhier (ERI)   | 71e           |
| 53                                 | Daan Hoole (NED) (chrono)       | 41e           |
| 54                                 | Jonathan Milan (ITA)            | 67e           |
| 55                                 | Edward Theuns (BEL)             | 104e          |
| 56                                 | Mathias Vacek (CZE) (chrono)    | NP-5          |
| 57                                 | Jakob Söderqvist (SWE) (chrono) | 34e           |
| Directeur sportif : Maxime Monfort |                                 |               |

| Intermarché-Wanty IWA                    | Intermarché-Wanty IWA | Intermarché-Wanty IWA |
| ---------------------------------------- | --------------------- | --------------------- |
| Num                                      | Coureur               | Pos                   |
| 61                                       | Huub Artz (NED)       | 91e                   |
| 62                                       | Kevin Colleoni (ITA)  | 81e                   |
| 63                                       | Louis Meintjes (RSA)  | 55e                   |
| 64                                       | Alexander Kamp (DEN)  | 116e                  |
| 65                                       | Adrien Petit (FRA)    | 118e                  |
| 66                                       | Gerben Thijssen (BEL) | 113e                  |
| 67                                       | Gijs Van Hoecke (BEL) | 110e                  |
| Directeur sportif : Pieter Vanspeybrouck |                       |                       |

| Alpecin-Deceuninck ADC              | Alpecin-Deceuninck ADC  | Alpecin-Deceuninck ADC |
| ----------------------------------- | ----------------------- | ---------------------- |
| Num                                 | Coureur                 | Pos                    |
| 71                                  | Kaden Groves (AUS)      | NP-5                   |
| 72                                  | Gianni Vermeersch (BEL) | 56e                    |
| 73                                  | Oscar Riesebeek (NED)   | 112e                   |
| 74                                  | Edward Planckaert (BEL) | 85e                    |
| 75                                  | Lars Boven (NED)        | NP-4                   |
| 76                                  | Henri Uhlig (GER)       | 73e                    |
| 77                                  | Sente Sentjens (BEL)    | 102e                   |
| Directeur sportif : Jens Keukeleire |                         |                        |

| Ineos Grenadiers IGD                  | Ineos Grenadiers IGD       | Ineos Grenadiers IGD |
| ------------------------------------- | -------------------------- | -------------------- |
| Num                                   | Coureur                    | Pos                  |
| 81                                    | Thymen Arensman (NED)      | 4e                   |
| 82                                    | Andrew August (USA)        | 27e                  |
| 83                                    | Jonathan Castroviejo (ESP) | 64e                  |
| 84                                    | Tobias Foss (NOR)          | 13e                  |
| 85                                    | Bob Jungels (LUX)          | 45e                  |
| 86                                    | Carlos Rodríguez (ESP)     | 6e                   |
| 87                                    | Michael Leonard (CAN)      | NP-4                 |
| Directeur sportif : Kurt Asle Arvesen |                            |                      |

| Team Polti VisitMalta PTV           | Team Polti VisitMalta PTV   | Team Polti VisitMalta PTV |
| ----------------------------------- | --------------------------- | ------------------------- |
| Num                                 | Coureur                     | Pos                       |
| 91                                  | Giovanni Lonardi (ITA)      | 119e                      |
| 92                                  | Mirco Maestri (ITA)         | 53e                       |
| 93                                  | Francisco Muñoz Llana (ESP) | 121e                      |
| 94                                  | Davide Bais (ITA)           | 75e                       |
| 95                                  | Davide Piganzoli (ITA)      | 14e                       |
| 96                                  | Fernando Tercero (ESP)      | NP-2                      |
| 97                                  | Samuele Zoccarato (ITA)     | AB-4                      |
| Directeur sportif : Stefano Zanatta |                             |                           |

| VF Group-Bardiani CSF-Faizanè VBF | VF Group-Bardiani CSF-Faizanè VBF | VF Group-Bardiani CSF-Faizanè VBF |
| --------------------------------- | --------------------------------- | --------------------------------- |
| Num                               | Coureur                           | Pos                               |
| 101                               | Luca Covili (ITA)                 | 37e                               |
| 102                               | Filippo Fiorelli (ITA)            | 80e                               |
| 103                               | Alessio Martinelli (ITA)          | AB-3                              |
| 104                               | Luca Paletti (ITA)                | 25e                               |
| 105                               | Vicente Rojas (CHI)               | AB-4                              |
| 106                               | Matteo Scalco (ITA)               | 59e                               |
| 107                               | Alex Tolio (ITA)                  | 66e                               |
| Directeur sportif : Mirko Rossato |                                   |                                   |

| Euskaltel-Euskadi EUS           | Euskaltel-Euskadi EUS   | Euskaltel-Euskadi EUS |
| ------------------------------- | ----------------------- | --------------------- |
| Num                             | Coureur                 | Pos                   |
| 111                             | Txomin Juaristi (ESP)   | 20e                   |
| 112                             | Xabier Isasa (ESP)      | NP-4                  |
| 113                             | Xabier Berasategi (ESP) | 79e                   |
| 114                             | Jon Agirre (ESP)        | 32e                   |
| 115                             | Márton Dina (HUN)       | AB-4                  |
| 116                             | Mikel Bizkarra (ESP)    | NP-4                  |
| 117                             | Jokin Murguialday (ESP) | 40e                   |
| Directeur sportif : Rubén Pérez |                         |                       |

| Burgos-Burpellet-BH BBH           | Burgos-Burpellet-BH BBH   | Burgos-Burpellet-BH BBH |
| --------------------------------- | ------------------------- | ----------------------- |
| Num                               | Coureur                   | Pos                     |
| 121                               | Clément Alleno (FRA)      | 22e                     |
| 122                               | David Martín Romero (ESP) | AB-3                    |
| 123                               | Ander Okamika (ESP)       | AB-3                    |
| 124                               | Vojtěch Kmínek (CZE)      | 123e                    |
| 125                               | Hugo de la Calle (ESP)    | 49e                     |
| 126                               | José Manuel Díaz (ESP)    | 35e                     |
| 127                               | Sinuhé Fernández (ESP)    | 84e                     |
| Directeur sportif : Damien Garcia |                           |                         |

| Caja Rural-Seguros RGA CJR                        | Caja Rural-Seguros RGA CJR | Caja Rural-Seguros RGA CJR |
| ------------------------------------------------- | -------------------------- | -------------------------- |
| Num                                               | Coureur                    | Pos                        |
| 131                                               | Joan Bou (ESP)             | 36e                        |
| 132                                               | Sebastian Berwick (AUS)    | 87e                        |
| 133                                               | Iúri Leitão (POR)          | AB-4                       |
| 134                                               | Jaume Guardeño (ESP)       | 50e                        |
| 135                                               | Alex Molenaar (NED)        | 108e                       |
| 136                                               | Jakub Otruba (CZE)         | AB-3                       |
| 137                                               | Tyler Stites (USA)         | 98e                        |
| Directeur sportif : José Miguel Fernández Reviejo |                            |                            |

| Equipo Kern Pharma EKP            | Equipo Kern Pharma EKP            | Equipo Kern Pharma EKP |
| --------------------------------- | --------------------------------- | ---------------------- |
| Num                               | Coureur                           | Pos                    |
| 141                               | Iván Sosa (COL)                   | 28e                    |
| 142                               | José Félix Parra (ESP)            | 58e                    |
| 143                               | Diego Uriarte (ESP)               | 63e                    |
| 144                               | Unai Iribar (ESP)                 | 89e                    |
| 145                               | Miguel Ángel Fernández Ruiz (ESP) | 124e                   |
| 146                               | Iñigo Elosegui (ESP)              | NP-4                   |
| 147                               | Iván Cobo (ESP)                   | 24e                    |
| Directeur sportif : Mikel Ezkieta |                                   |                        |

| Q36.5 Pro Cycling Team Q36        | Q36.5 Pro Cycling Team Q36 | Q36.5 Pro Cycling Team Q36 |
| --------------------------------- | -------------------------- | -------------------------- |
| Num                               | Coureur                    | Pos                        |
| 151                               | Gianluca Brambilla (ITA)   | NP-3                       |
| 152                               | Mark Donovan (GBR)         | 30e                        |
| 153                               | Walter Calzoni (ITA)       | 68e                        |
| 154                               | David González López (ESP) | 61e                        |
| 155                               | Jannik Steimle (GER)       | AB-3                       |
| 156                               | Rory Townsend (IRL)        | 88e                        |
| 157                               | Milan Vader (NED)          | 19e                        |
| Directeur sportif : Piotr Wadecki |                            |                            |

| Wagner Bazin WB WB2                        | Wagner Bazin WB WB2     | Wagner Bazin WB WB2 |
| ------------------------------------------ | ----------------------- | ------------------- |
| Num                                        | Coureur                 | Pos                 |
| 161                                        | Loïc Vliegen (BEL)      | 93e                 |
| 162                                        | Tom Portsmouth (GBR)    | AB-3                |
| 163                                        | Johan Meens (BEL)       | 97e                 |
| 164                                        | Louka Matthys (BEL)     | 48e                 |
| 165                                        | Michiel Lambrecht (BEL) | 72e                 |
| 166                                        | Floris De Tier (BEL)    | 33e                 |
| 167                                        | Quentin Bezza (FRA)     | 107e                |
| Directeur sportif : Alessandro Spezialetti |                         |                     |

| Team Novo Nordisk TNN                  | Team Novo Nordisk TNN | Team Novo Nordisk TNN |
| -------------------------------------- | --------------------- | --------------------- |
| Num                                    | Coureur               | Pos                   |
| 171                                    | Matyáš Kopecký (CZE)  | 114e                  |
| 172                                    | Filippo Ridolfo (ITA) | 115e                  |
| 173                                    | Bailey McDonald (AUS) | 130e                  |
| 174                                    | Hamish Armitt (GBR)   | 83e                   |
| 175                                    | Declan Irvine (AUS)   | 128e                  |
| 176                                    | Nathan Smith (GBR)    | 120e                  |
| 177                                    | Antonio Polga (ITA)   | 126e                  |
| Directeur sportif : Guennadi Mikhailov |                       |                       |

| Israel-Premier Tech IPT            | Israel-Premier Tech IPT | Israel-Premier Tech IPT |
| ---------------------------------- | ----------------------- | ----------------------- |
| Num                                | Coureur                 | Pos                     |
| 181                                | Joseph Blackmore (GBR)  | 26e                     |
| 182                                | Hugo Houle (CAN)        | 69e                     |
| 183                                | Alexey Lutsenko (KAZ)   | 18e                     |
| 184                                | Riley Pickrell (CAN)    | 86e                     |
| 185                                | Riley Sheehan (USA)     | 43e                     |
| 186                                | Jake Stewart (GBR)      | 78e                     |
| 187                                | Ethan Vernon (GBR)      | 94e                     |
| Directeur sportif : Óscar Guerrero |                         |                         |

| Illes Balears Arabay IBA           | Illes Balears Arabay IBA        | Illes Balears Arabay IBA |
| ---------------------------------- | ------------------------------- | ------------------------ |
| Num                                | Coureur                         | Pos                      |
| 191                                | Gonzalo Ariño (ESP)             | 111e                     |
| 192                                | José María García Soriano (ESP) | 39e                      |
| 193                                | Asier Pablo González (ESP)      | 105e                     |
| 194                                | Pau Llaneras (ESP)              | 122e                     |
| 195                                | José Marín (ESP)                | 117e                     |
| 196                                | Joan Albert Riera (ESP)         | NP-3                     |
| 197                                | Álvaro Sagrado (ESP)            | 77e                      |
| Directeur sportif : Daniel Navarro |                                 |                          |

| Project Echelon Racing PEC | Project Echelon Racing PEC | Project Echelon Racing PEC |
| -------------------------- | -------------------------- | -------------------------- |
| Num                        | Coureur                    | Pos                        |
| 201                        | Laurent Gervais (CAN)      | AB-4                       |
| 202                        | Hugo Scala Jr. (USA)       | 92e                        |
| 203                        | Kieran Haug (USA)          | 82e                        |
| 204                        | Brendan Rhim (USA)         | AB-3                       |
| 205                        | Caleb Classen (USA)        | 129e                       |
| 206                        | Sam Boardman (USA)         | 127e                       |
| 207                        | Cade Bickmore (USA)        | 131e                       |

| Petrolike PTL | Petrolike PTL               | Petrolike PTL |
| ------------- | --------------------------- | ------------- |
| Num           | Coureur                     | Pos           |
| 211           | Jonathan Caicedo (ECU)      | 47e           |
| 212           | Edgar Cadena (MEX)          | 46e           |
| 213           | Lorenzo Galimberti (ITA)    | 65e           |
| 214           | Carlos Alfonso García (MEX) | AB-3          |
| 215           | César Macías (MEX)          | 103e          |
| 216           | Andrii Ponomar (UKR)        | 21e           |
| 217           | Jose Juan Prieto (MEX)      | 106e          |